# Australia en los Juegos Paralímpicos de Nueva York y Stoke Mandeville 1984
Australia estuvo representada en los Juegos Paralímpicos de Nueva York y Stoke Mandeville 1984 por un total de 108 deportistas, 80 hombres y 28 mujeres.

## Medallistas
El equipo paralímpico australiano obtuvo las siguientes medallas:
| Nombre                          | Deporte            | Evento                                                                |
| ------------------------------- | ------------------ | --------------------------------------------------------------------- |
| Oro                             |                    |                                                                       |
| Jan Randles                     | Atletismo          | Maratón femenino                                                      |
| Donna Smith                     | Atletismo          | Jabalina A2 femenino                                                  |
| Julie Dowling                   | Atletismo          | Jabalina 4 femenino                                                   |
| Valerie Woodbridge              | Atletismo          | Salto de longitud A2 femenino                                         |
| Alan Dufty                      | Atletismo          | 400 m 1C masculino                                                    |
| Alan Dufty                      | Atletismo          | Maratón 1C masculino                                                  |
| Brett Holcombe                  | Atletismo          | Salto de longitud A6 masculino                                        |
| Brett Holcombe                  | Atletismo          | Triple salto A6 masculino                                             |
| Kerrod McGregor                 | Atletismo          | Jabalina A2 masculino                                                 |
| Kerrod McGregor                 | Atletismo          | Salto de longitud A2 masculino                                        |
| Mark Davies                     | Atletismo          | 100 m B2 masculino                                                    |
| Mark Davies                     | Atletismo          | Pentatlón B2 masculino                                                |
| Mike Nugent                     | Atletismo          | 400 m 2 masculino                                                     |
| Peter Trotter                   | Atletismo          | 5000 m 4 masculino                                                    |
| Equipo                          | Atletismo          | 4 × 100 m A4-9 masculino                                              |
| Terry Giddy                     | Atletismo          | Disco 4 masculino                                                     |
| Michael Morley                  | Atletismo          | Salto de altura A6 masculino                                          |
| Roy Fowler                      | Bolos sobre hierba | Individual paraplejia masculino                                       |
| Roy Fowler Eric Magennis        | Bolos sobre hierba | Dobles paraplejia masculino                                           |
| Helena Brunner                  | Natación           | 100 m espalda A4 femenino                                             |
| Helena Brunner                  | Natación           | 100 m libre A4 femenino                                               |
| Helena Brunner                  | Natación           | 400 m libre A4 femenino                                               |
| Rosemary Eames                  | Natación           | 100 m braza A6 femenino                                               |
| Mary-Anne Wallace               | Natación           | 400 m libre B3 femenino                                               |
| Equipo                          | Natación           | 4 × 100 m libre A1-A9 femenino                                        |
| Equipo                          | Natación           | 4 × 100 m estilos A1-A9 femenino                                      |
| Robert Walden                   | Natación           | 25 m libre C6 masculino                                               |
| Robert Walden                   | Natación           | 50 m libre C6 masculino                                               |
| Robert Walden                   | Natación           | 100 m libre C6 masculino                                              |
| Robert Walden                   | Natación           | 200 m libre C6 masculino                                              |
| Gary Gudgeon                    | Natación           | 100 m braza A4 masculino                                              |
| Gary Gudgeon                    | Natación           | 100 m mariposa A4 masculino                                           |
| Gary Gudgeon                    | Natación           | 200 m estilos A4 masculino                                            |
| Gary Gudgeon                    | Natación           | 400 m libre A4 masculino                                              |
| Greg Hammond                    | Natación           | 100 m braza A8 masculino                                              |
| Greg Hammond                    | Natación           | 100 m libre A8 masculino                                              |
| Malcom Chalmers                 | Natación           | 100 m libre L6 masculino                                              |
| Wayne Ryding                    | Natación           | 100 m libre 5 masculino                                               |
| Equipo                          | Natación           | 4 × 100 m estilos A1-A9 masculino                                     |
| Terry Biggs                     | Tenis de mesa      | Individual C1 masculin                                                |
| Elizabeth Kosmala               | Tiro               | Rifle de aire de pie 2-6 femenino                                     |
| Elizabeth Kosmala               | Tiro               | Rifle de aire en posición tendida 2-6 femenino                        |
| Elizabeth Kosmala               | Tiro               | Rifle de aire en tres posiciones 2-6 femenino                         |
| Elizabeth Kosmala               | Tiro               | Rifle de aire de rodillas 2-6 femenino                                |
| Barbara Caspers                 | Tiro               | Rifle de aire de pie 1A-1C femenino                                   |
| Barbara Caspers                 | Tiro               | Rifle de aire en posición tendida 1A-1C femenino                      |
| Barbara Caspers                 | Tiro               | Rifle de aire de rodillas 1A-1C femenino                              |
| Barbara Caspers                 | Tiro               | Rifle de aire en tres posiciones 1A-1C mixto                          |
| Allan Chadwick                  | Tiro               | Rifle en posición tendida, tetraplejia (con auxiliar) 1A-1C masculino |
| Plata                           |                    |                                                                       |
| Julie Russell                   | Atletismo          | Maratón 3 femenino                                                    |
| Lyn Coleman                     | Atletismo          | Eslalon C1 femenino                                                   |
| Valerie Woodbridge              | Atletismo          | Disco A2 femenino                                                     |
| Donna Smith                     | Atletismo          | Peso A2 femenino                                                      |
| Margaret Murphy                 | Atletismo          | Salto de altura B2 femenino                                           |
| Alan Dufty                      | Atletismo          | 200 m 1C masculino                                                    |
| Stephen Sargolia                | Atletismo          | 400 m A4 masculino                                                    |
| Stephen Sargolia                | Atletismo          | Salto de longitud A4 masculino                                        |
| David McPherson                 | Atletismo          | 100 m 2 masculino                                                     |
| Robert McIntyre                 | Atletismo          | 800 m 5 masculino                                                     |
| Peter Trotter                   | Atletismo          | 1500 m 4 masculino                                                    |
| Equipo                          | Atletismo          | 4 × 200 m 1A-1C masculino                                             |
| Equipo                          | Atletismo          | 4 × 400 m A4-9 masculino                                              |
| Kerrod McGregor                 | Atletismo          | Disco A2 masculino                                                    |
| John Federico                   | Atletismo          | Eslalon 5 masculino                                                   |
| Donald Dann                     | Atletismo          | Jabalina A4 masculino                                                 |
| James Hoggan                    | Atletismo          | Salto de altura A4 masculino                                          |
| Brett Holcombe                  | Atletismo          | Salto de altura A6 masculino                                          |
| Stephen Muir                    | Atletismo          | Triple salto A5 masculino                                             |
| John Forsberg                   | Bolos sobre hierba | Individual A6/8 masculino                                             |
| John Forsberg Robert Wedderburn | Bolos sobre hierba | Dobles A6/8 masculino                                                 |
| Wayne Lewis Ken Moran           | Bolos sobre hierba | Dobles paraplejia masculino                                           |
| Rosemary Eames                  | Natación           | 100 m espalda A6 femenino                                             |
| Rosemary Eames                  | Natación           | 100 m libre A6 femenino                                               |
| Rosemary Eames                  | Natación           | 100 m mariposa A6 femenino                                            |
| Rosemary Eames                  | Natación           | 200 m estilos A6 femenino                                             |
| Kerri-Anne Connor               | Natación           | 50 m mariposa 4 femenino                                              |
| Kerri-Anne Connor               | Natación           | 100 m espalda 4 femenino                                              |
| Kerri-Anne Connor               | Natación           | 100 m libre 4 femenino                                                |
| Kerri-Anne Connor               | Natación           | 200 m estilos 4 femenino                                              |
| Tracey Lewis                    | Natación           | 100 m espalda A8 femenino                                             |
| Tracey Lewis                    | Natación           | 100 m libre A8 femenino                                               |
| Tracey Lewis                    | Natación           | 100 m mariposa A8 femenino                                            |
| Therese Donovan                 | Natación           | 100 m braza B2 femenino                                               |
| Therese Donovan                 | Natación           | 100 m libre B2 femenino                                               |
| Therese Donovan                 | Natación           | 400 m libre B2 femenino                                               |
| Ursula King                     | Natación           | 50 m libre 3 femenino                                                 |
| Carol Young                     | Natación           | 100 m braza A2 femenino                                               |
| Meredith Evans                  | Natación           | 100 m braza A4 femenino                                               |
| Mary-Anne Wallace               | Natación           | 100 m mariposa B3 femenino                                            |
| Helena Brunner                  | Natación           | 200 m estilos A4 femenino                                             |
| Craig Blackburn                 | Natación           | 100 m mariposa B3 masculino                                           |
| Craig Blackburn                 | Natación           | 100 m libre B3 masculino                                              |
| Craig Blackburn                 | Natación           | 400 m libre B3 masculino                                              |
| Kingsley Bugarin                | Natación           | 50 m braza B3 masculino                                               |
| Kingsley Bugarin                | Natación           | 50 m libre B3 masculino                                               |
| Greg Hammond                    | Natación           | 100 m mariposa A8 masculino                                           |
| Greg Hammond                    | Natación           | 200 m estilos A8 masculino                                            |
| Gary Gudgeon                    | Natación           | 100 m espalda A4 masculino                                            |
| Malcom Chalmers                 | Natación           | 100 m mariposa L6 masculino                                           |
| Wayne Ryding                    | Natación           | 400 m libre 5 masculino                                               |
| Equipo                          | Natación           | 4 × 100 m libre A1-A9 masculino                                       |
| Ian Trewhella                   | Tiro con arco      | Doble distancia avanzada tetraplejia masculino                        |
| Equipo                          | Tiro con arco      | Distancia corta por equipos 1A-6 masculino                            |
| Bronce                          |                    |                                                                       |
| Prue-Anne Reynalds              | Atletismo          | 3000 m B1 femenino                                                    |
| Jan Randles                     | Atletismo          | 5000 m 4 femenino                                                     |
| Donna Smith                     | Atletismo          | Disco A2 femenino                                                     |
| Valerie Woodbridge              | Atletismo          | Peso A2 femenino                                                      |
| Margaret Murphy                 | Atletismo          | Salto de longitud B2 femenino                                         |
| Julie Russell                   | Atletismo          | Pentatlón 3 femenino                                                  |
| Peter Kirby                     | Atletismo          | 100 m A6 masculino                                                    |
| Peter Kirby                     | Atletismo          | 400 m A6 masculino                                                    |
| Peter Kirby                     | Atletismo          | Salto de altura A6 masculino                                          |
| Mike Nugent                     | Atletismo          | 800 m 2 masculino                                                     |
| Mike Nugent                     | Atletismo          | 1500 m 2 masculino                                                    |
| Robert McIntyre                 | Atletismo          | 1500 m 5 masculino                                                    |
| Robert McIntyre                 | Atletismo          | 5000 m 5 masculino                                                    |
| Joe Egan                        | Atletismo          | 100 m A4 masculino                                                    |
| David McPherson                 | Atletismo          | 200 m 2 masculino                                                     |
| Alan Dufty                      | Atletismo          | 800 m 1C masculino                                                    |
| Peter Trotter                   | Atletismo          | 800 m 4 masculino                                                     |
| Equipo                          | Atletismo          | 4 × 100 m 1A-1C masculino                                             |
| Equipo                          | Atletismo          | 4 × 400 m 2-5 masculino                                               |
| Michael Quinn                   | Atletismo          | Eslalon 1B masculino                                                  |
| Warren Lawton                   | Atletismo          | Salto de altura B3 masculino                                          |
| Michael Morley                  | Atletismo          | Triple salto A6 masculino                                             |
| David Boldery                   | Bolos sobre hierba | Individual A2/4 masculino                                             |
| John Newton                     | Bolos sobre hierba | Individual A6/8 masculino                                             |
| Clifford Swann Keith Zotti      | Bolos sobre hierba | Dobles A2/4 masculino                                                 |
| Brian McNicholl                 | Halterofilia       | –75 kg paraplejia masculino                                           |
| Meredith Evans                  | Natación           | 100 m libre A4 femenino                                               |
| Meredith Evans                  | Natación           | 400 m libre A4 femenino                                               |
| Meredith Evans                  | Natación           | 100 m espalda A4 femenino                                             |
| Meredith Evans                  | Natación           | 200 m estilos A4 femenino                                             |
| Helena Brunner                  | Natación           | 100 m braza A4 femenino                                               |
| Kerri-Anne Connor               | Natación           | 100 m braza 4 femenino                                                |
| Therese Donovan                 | Natación           | 100 m espalda B2 femenino                                             |
| Anne Currie                     | Natación           | 100 m libre A1 femenino                                               |
| Mary-Anne Wallace               | Natación           | 100 m libre B3 femenino                                               |
| Ursula King                     | Natación           | 200 m libre 3 femenino                                                |
| Kerrie Engel                    | Natación           | 400 m libre 5 femenino                                                |
| Ursula King                     | Natación           | 25 m mariposa 3 femenino                                              |
| Carol Young                     | Natación           | 100 m mariposa A2 femenino                                            |
| Tracey Lewis                    | Natación           | 200 m estilos A8 femenino                                             |
| Therese Donovan                 | Natación           | 200 m estilos B2 femenino                                             |
| Mary-Anne Wallace               | Natación           | 200 m estilos B3 femenino                                             |
| Robert Staddon                  | Natación           | 25 m espalda 1C masculino                                             |
| Robert Staddon                  | Natación           | 100 m libre 1C masculino                                              |
| Malcom Chalmers                 | Natación           | 100 m braza L6 masculino                                              |
| Malcom Chalmers                 | Natación           | 200 m estilos L6 masculino                                            |
| Kingsley Bugarin                | Natación           | 400 m braza B3 masculino                                              |
| Phillip Tracey                  | Natación           | 100 m libre 1A masculino                                              |
| David Griffin                   | Natación           | 100 m mariposa A2 masculino                                           |
| Equipo                          | Natación           | 3 × 25 m libre 1A-1C masculino                                        |
| Susan Davies                    | Tiro con arco      | Doble ronda FITA paraplejia femenino                                  |